# Paweł Nowak (piłkarz)
Paweł Nowak (ur. 27 stycznia 1979 w Krakowie) – polski piłkarz występujący na pozycji pomocnika, trener.

## Przebieg kariery
Paweł Nowak jest wychowankiem Wisły Kraków, z którą w sezonie 1998/99 zdobył mistrzostwo Polski. Grał następnie w Hutniku Kraków i w Proszowiance. W latach 2002–2009 reprezentował barwy Cracovii. W lipcu 2009 podpisał kontrakt z Lechią Gdańsk, który wygasł 31 grudnia 2012.
14 stycznia 2013 zawodnik podpisał półtoraroczny kontrakt z Sandecją Nowy Sącz. Rozwiązano go za porozumieniem stron 16 sierpnia 2013. 30 sierpnia tamtego roku został piłkarzem drugoligowej Garbarni Kraków, która pozyskała Nowaka w celu wzmocnienia się przed walką o utrzymanie w lidze. Od rundy wiosennej sezonu 2014/15 był piłkarzem Porońca Poronin, a w 2016 Wiślanki Grabie.
Od 2013 współprowadzi Akademię Piłkarską Futbolica.